# Albertinia brasiliensis
Albertinia es un género monotípico de plantas fanerógamas perteneciente a la familia de las asteráceas. Su única especie, Albertinia brasiliensis, es originaria de Brasil.

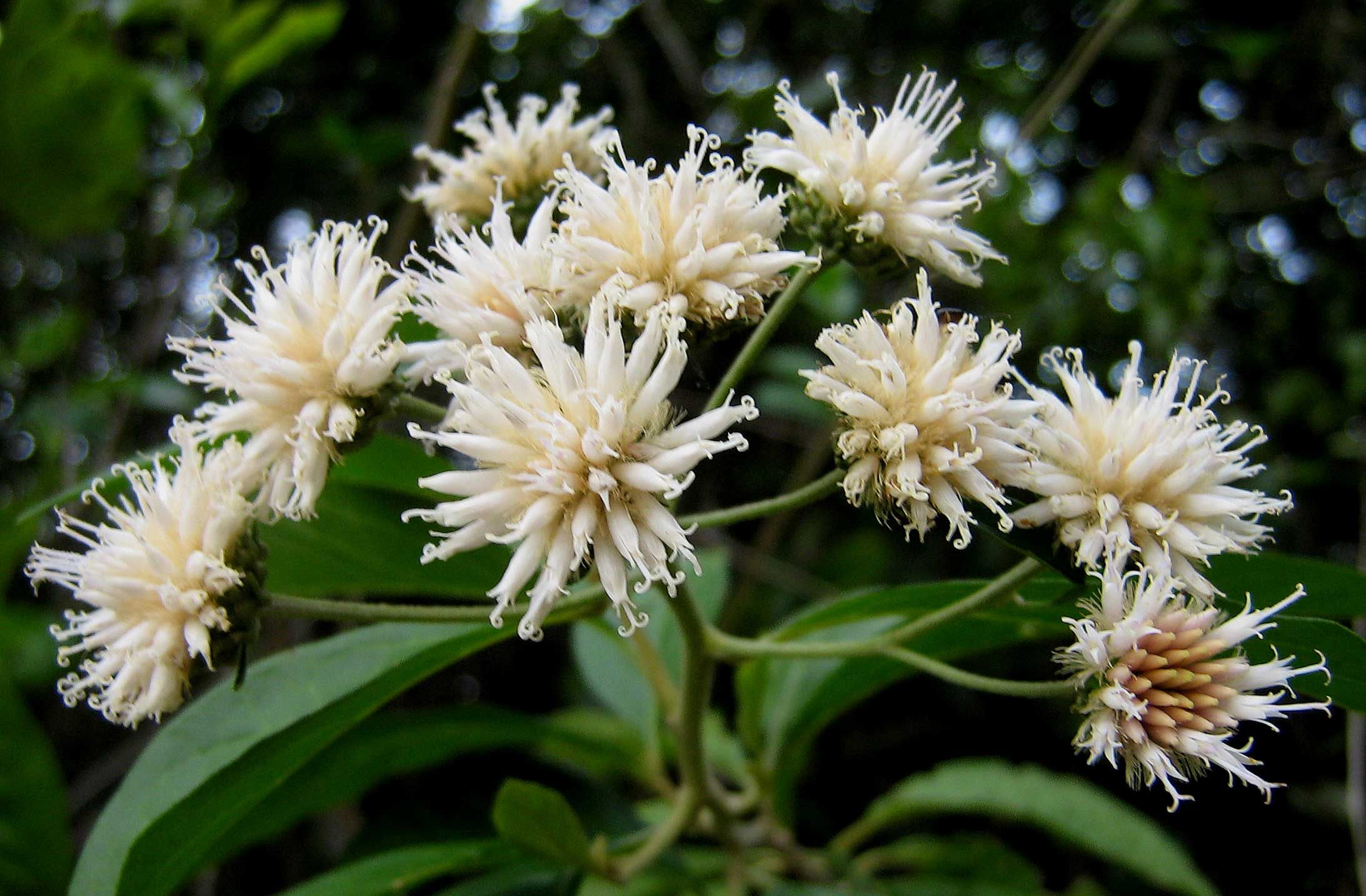
Flores

## Distribución
Es endémica de Brasil donde se encuentra en la Caatinga, el Cerrado y la Mata Atlántica. distribuyéndose por Bahia, Sergipe, Minas Gerais, Espírito Santo y  Río de Janeiro.

## Taxonomía
Albertinia brasiliensis fue descrita por Curt Polycarp Joachim Sprengel y publicado en Systema Vegetabilium, editio decima sexta 3: 341. 1826.
Sinonimia
- Symblomeria baldwiniana Nutt.
- Vernonia brasiliensis (Spreng.) Less.
- Vernonia platycephala Gardner[3]